# Paul Kramer
Matthias Paul Kramer (* 3. Dezember 1842 in Berlin; † 30. Oktober 1898 in Magdeburg) war ein deutscher Pädagoge, Provinzialschulrat und Biologe.

## Herkunft und Ausbildung
Sein Vater war der Gymnasialdirektor Gustav Kramer aus Halberstadt, seine Mutter war Pauline Ritter (1817–1877) aus Frankfurt am Main, eine Nichte des Geographen Carl Ritter.
Ostern 1853 zog er mit seinen Eltern und Geschwistern nach Halle an der Saale, wo sein Vater Direktor der Franckeschen Stiftungen wurde. Er besuchte das Pädagogium der Stiftungen bis zum Abitur Ostern 1861. Anschließend studierte er Mathematik, Philosophie und Naturwissenschaften in Halle, Göttingen und Berlin. Während seines Studiums wurde er 1861 Mitglied der Schwarzburgbund-Verbindung Tuiskonia Halle. 1864 nahm er am Deutsch-Dänischen Krieg teil und lernte bei dieser Gelegenheit in Lübeck seine zukünftige Frau kennen. 1865 wurde er an der philosophischen Fakultät der Universität Halle promoviert.

## Der Pädagoge
Kramer übernahm 1866 eine Stelle als Adjunkt (Hilfslehrer) am Gymnasium in Schulpforta. Im selben Jahr musste er Dienst im Deutschen Krieg leisten. Ab 1868 war er Mathematiklehrer am Gymnasium in Schleusingen. 1870 wurde er zum dritten Mal einberufen und nahm im Deutsch-Französischen Krieg an der Belagerung der Festung Phalsbourg/Pfalzburg in Lothringen teil.
Am 27. Dezember 1872 heiratete er in Lübeck Marie Breier (1843–1919), Tochter des Johann Friedrich Breier aus Eutin, Direktor des Katharineums in Lübeck, und der Margaritha Thormann (1817–1879) aus alter Berner Familie.
Ostern 1879 wurde er Oberlehrer an der Latina der Franckeschen Stiftungen in Halle, die bis 1878 von seinem Vater geleitet worden waren. 1884 wurde er zum Rektor des Realgymnasiums der Stiftungen ernannt.
Im Sommer 1891 wurde er wissenschaftlicher Hilfsarbeiter am Provinzialschulkollegium in Magdeburg, er zog mit seiner Familie dorthin um. Zu Beginn des Winterhalbjahres 1892 folgte seine Ernennung zum Provinzialschulrat.

## Der Naturwissenschaftler
Neben seiner Lehrtätigkeit betrieb Kramer eingehende naturwissenschaftliche Forschungen. 1875 erschienen erste Veröffentlichungen über Milben (Acari). Er beschrieb als erster die Gattung Aturus und weitere Arten und Gattungen. 1877 leistete er einen Beitrag zu einer neuen Systematik der Wassermilben (Hydrachnellae). Im Rahmen seiner Milbenforschung befasste er sich ab 1883 mit der Auswertung von Sammelergebnissen verschiedener Expeditionen nach Afrika und in die Arktis. Teile seiner Originalsammlung befinden sich im Zoologischen Museum in Berlin (Viets).
Nach seinem Tod kehrte seine Familie nach Halle zurück. Von den fünf Kindern starben zwei Töchter früh. Sein Sohn Gustav Kramer (1877–1915) war Amtsrichter, sein Sohn Johannes Kramer (1885–1915) war Kunsthistoriker und ab 1912 beim Aufbau der Bibliotheca Hertziana in Rom tätig. Beide Söhne fielen 1915 kurz nacheinander im Ersten Weltkrieg in Litauen bzw. Polen. Die einzige überlebende Tochter Maria Kramer (1879–1936) heiratete den Pfarrer Wilhelm Fries (1878–1952), einen Sohn des Direktors der Franckeschen Stiftungen Wilhelm Fries.

## Werke
- De doctrina Spinozae de mente humana, Halle, Waisenhaus, 1865; zugl. Halle-Wittenberg, Phil. Diss. v. 12. August 1865
- Anmerkungen zur Theorie der räumlichen Wahrnehmung, Schleusingen, Hannebergisches Gymnasium, 1872
- Theorie und Erfahrung, Beiträge zur Beurtheilung des Darwinismus, Halle a. d. Saale, Nebert, 1877
- Descartes und das Brechungsgesetz des Lichtes, in: Abhandlungen zur Geschichte der Mathematik, Leipzig, Teubner, 1882, Bd. 2, H. 1–4, S. 236–278; ebenso in: Zschr. f. Mathematik u. Physik, hist.-literar. Abt., Supplement, Jg. 27,4, 1882
- Beiträge zur Geschichte des Realgymnasiums der Franckeschen Stiftungen, Einladungsschrift zum fünfzigjährigen Jubiläum dieser Schule, Beilage zum Jahresbericht des RG zu Halle a. S., 1885
- Gustav Kramer, in: Conrad Bursian u. Iwan von Müller (Hrsg.): Biogr. Jb. f. Alterthumskunde, Leipzig, Reisland, 1888
- Mathematische Lesestoffe für die Prima der Realgymnasien, Beilage z. Jahresbericht des RG der Franckeschen Stiftungen, 1889, S. 11–24; ebenso in: A. Sommer: Rede zur Schulfeier des Geburtstags seiner Majestät des Kaisers Wilhelm II. Halle, Waisenhaus, 1889
- Die darstellende Geometrie im Realgymnasium, Halle, Waisenhaus, 1890

## Wissenschaftliche Veröffentlichungen
(Zum Teil nach Ausrissen im Nachlass des Verfassers, unvollständige Quellenangaben wurden soweit möglich ergänzt)
- Beiträge zur Naturgeschichte der Hydrachniden, in: Archiv f. Naturgesch., 41, 1875, 1, 263–332, Tf. 8–9
- Beiträge zur Naturgeschichte der Milben, ebda. 42, 1876, 1, 28–45, Tf. 3
- Zur Naturgeschichte einiger Gattungen aus der Familie der Gamasiden, ebda. 42, 1876, 1, 46–105, Tf. 4–5
- Eine Bemerkung über ein Räderthier aus der Familie der Asplanchneen, ebda. 42, 1876, 1, 179–182
- Die Familie der Bdelliden I, ebda. 42, 1876, 1, 183–196, Tf. 8, Fig. 5–8
- Über Dendroptus, ein neues Milbengeschlecht, ebda. 42, 1876, 1, 197–208
- Nachträgliche Bemerkungen über Milben, ebda., 43, 1877, 1, 55–56
- Grundzüge zur Systematik der Milben, ebda., 43, 1877, 1, 215–247
- Zwei parasitische Milben des Maulwurfs, ebda, 43, 1877, 1, 248–259
- Reflexionen über die Theorie, durch welche der Saison-Dimorphismus bei den Schmetterlingen erklärt wird, ebda, 43, 1877, 1, 411–419
- Beiträge zur Naturgeschichte der Milben, in: Zschr. f. die ges. Naturwiss., 51, 1878, 519–561
- Neue Acariden, in: Archiv f. Naturgesch., 45, 1879, 1, 1–18, Tf. 1–2
- Über die Milbengattungen Leptognathus Hodge, Raphignatus Dug., Caligonus Koch und die neue Gattung Cryptognathus, ebda., 45, 1879, 1, 2, 142–157, Tf. 8 u. 238–242
- Über die postembryonale Entwicklung bei der Milbengattung Glyciphagus, ebda., 46, 1880, 102–110
- Über die Prinzipien der Klassifikation bei den Gamasiden, [ebda., 47, 1881?], 639–642
- Über Milben, in: Zschr. f. die ges. Naturwiss., 54, 1881, 417–452, Tf. 3–4
- Über die Segmentierung bei den Milben, in: Archiv f. Naturgesch., 48, 1882, 1, 178–182, Tf. 13, Fig. 1–4
- Über Tyroglyphus carpio, eine neue Art der Gattung Tyroglyphus Latr., ebda., 48, 1882, 1, 185–186
- Über Gamasiden, ebda., 48, 1882, 1, 374–434, Tf. 19–20
- Versuche von Dr. Braun in Dorpat, in: Zschr. f. die ges. Naturwiss., 55, 1882, 274
- zus. mit Carl Neumann (Schweden): Acariden, während der Vega-Expedition eingesammelt, bestimmt und beschrieben, in: Vega-Expeditionens vetensk. Jakttagelser, 3, Stockholm, 1883, 519–532, Tf. 39–44
- Über Milben, I. Zur Kenntnis einiger Gamasiden; II. Neue Milben aus anderen Familien, in: Archiv f. Naturgesch., 52, 1886, 1, 241–268, Tf. 12
- Über das Hydrachnidengenus Anurania Neum., in: Zool. Anz., 12, 317, 1889, 499
- Zur Entwicklung der Hydrachniden, ebda., 13, 341, 1890, 427–428
- Über die Typen der postembryonalen Entwicklung bei den Acariden, in: Archiv f. Naturgesch., 57, 1891, 1, 1–14
- Die Hydrachniden (Wassermilben), in: Otto Zacharias (Hrsg.), Die Tier- und Pflanzenwelt des Süßwassers, Einführung in das Studium derselben, Einführungsband, Bd. 1 u. 2, Leipzig, Weber, 1891
- Zur Entwicklungsgeschichte und Systematik der Süßwassermilben, in: Zool. Anz., 15, 389, 1892, 149
- Über die verschiedenen Typen der sechsfüßigen Larven bei den Süßwassermilben, in: Archiv f. Naturgesch., 59, 1893, 1, 1–24, Tf. 1
- zus. mit Carl Neumann (Schweden): Acariden, während der Vega-Expedition eingesammelt, [vermutl in: Nordenskiöld, Die wiss. Ergebnisse der Vega-Expedition, von Mitgliedern der Expedition u. anderen Forschern bearbeitet, Leipzig, Brockhaus], 1893, 519–529
- Über zwei von Herrn Dr. F. Stuhlmann in Ostafrika gesammelte Gamasiden, in: Beiheft z. Jb. der Hamburg. Wiss. Anstalten, 12, 1895; dasselbe: Berlin, Reimer, 1901
- Über die Benennung einiger Arrenurus-Arten, in: Zool. Anz., 18, 465, 1895, 1–5
- Giovanni Canestrini u. E. Trouessart, in: Zool. Centralblatt, 1896, 491–493
- Über eine neue Pelzmilbe des Bibers (Haptosoma truncatum nov. ge. sp.), in: Zool. Anz., 19, 1896, 134–136
- Neue Acariden von der Insel Borkum, ebda., 19, 1896, 444–448
- Zwei neue Oribatiden von der Insel Borkum, ebda., 20, 1897, 535–536
- Grönländische Milben, in: Bibliotheca Zoologica, hrsg. v. Rudolf Leuckart u. Carl Chun, Stuttgart, Nägele, Bd. 8, H. 19, 3. Lfg., 1897, 77–83; ebenso in: Zool. Ergebnisse der von der Ges. f. Erdkunde zu Berlin unter Leitung Dr. von Drygalski’s ausgesandten Grönlandexpedition nach Dr. Vanhöffen’s Sammlung bearbeitet, Stuttgart, Nägele, 1897
- Trombididen aus Madagaskar, in: Abh. d. Senckenbergischen Naturforsch. Ges., Bd. 21: Alfred Voeltzkow: Wiss. Ergebnisse der Reisen in Madagaskar u. Ost-Afrika 1889–1895, Frankfurt, Diesterweg, 1897, 209–211
- Acariden, in: Ergebnisse d. Hamburger Magalhaensischen Sammelreise 1892/93, 2. Arthropoden, Hamburg, Friedrichsen, Lfg. 3,3, 1898, 1–40, 1 Tf.
- zus. mit Giovanni Canestrini (Padua): Demodicidae und Sarcoptidae, Berlin, Friedländer, 1899

(Außerdem zahlr. Besprechungen im Zool. Centralblatt)